# Овечкино (Волгоградська область)
Овечкино (рос. Овечкино) — хутір у Биковському районі Волгоградської області Російської Федерації.
Населення становить 0 осіб. Входить до складу муніципального утворення Солдатсько-Степновське сільське поселення.

## Історія
Хутір розташований у межах українського історичного та культурного регіону Жовтий Клин.
Населений пункт заснований 1962 року.
Згідно із законом від 21 лютого 2005 року № 1010-ОД органом місцевого самоврядування є Солдатсько-Степновське сільське поселення.

## Населення
| 2010 |
| ---- |
| 0    |